# Godelieve van Riet
José Ludovica Godeliva (Godelieve) Meertens-van Riet (Borgerhout, 6 juli 1920 – Nijmegen, 2 oktober 1970) was een Belgische beeldhouwer, medailleur en tekenaar, werkzaam in Nederland.

## Leven en werk
Van Riet werd opgeleid aan de Koninklijke Academie voor Schone Kunsten van Antwerpen, waar ze les kreeg van de beeldhouwer Edward Deckers. Ze maakte haar figuurvoorstellingen en portretten in chamotte, terracotta, steen, hout en ivoor, waarbij meisjes en moeders met kind geregeld terugkeerden in haar oeuvre. 
Aan de Antwerpse Academie leerde Van Riet de Nederlandse beeldhouwer Albert Meertens (1904-1971) kennen. Het paar trouwde in 1939 en vestigde zich in 1940 in Berg en Dal bij Nijmegen. Godelieve Meertens gaf hier les aan onder anderen Ed van Teeseling en Vera van Hasselt. Ze exposeerde meerdere malen, onder andere in 1946 met Nijmeegse kunstenaars in het Frans Hals Museum en tot 1951 bij de Gemeenschap Beeldende Kunstenaars Nijmegen. In 1964 exposeerde ze in Plasmolen onder andere een buste van de schilder Jacques van Mourik, die nu tot de collectie van Museum Het Valkhof behoort.
Godelieve Meertens overleed op 50-jarige leeftijd, zij werd begraven op het R.K. Kerkhof van Berg en Dal. Een jaar later gevolgd door haar man. Op hun graf staat een door hem gemaakt beeld.